# ديانا ويتني
ديانا ويتني (بالإنجليزية: Diana Whitney)‏ هي كاتِبة أمريكية، ولدت في 1948.

## وصلات خارجية
- الموقع الرسمي